# 粗舌花鮨
粗舌花鮨為輻鰭魚綱鱸形目鱸亞目鮨科的其中一種，分布於西大西洋區，包括蓋亞那、蘇利南及法屬圭亞那海域，棲息深度229-320公尺，體長可達15.6公分，為底棲性魚類，生活習性不明。

## 擴展閱讀
維基物種上的相關：粗舌花鮨